# Garcinia parvifolia
Garcinia parvifolia là một loài thực vật có hoa trong họ Bứa. Loài này được (Miq.) Miq. mô tả khoa học đầu tiên năm 1864.